# Tuco

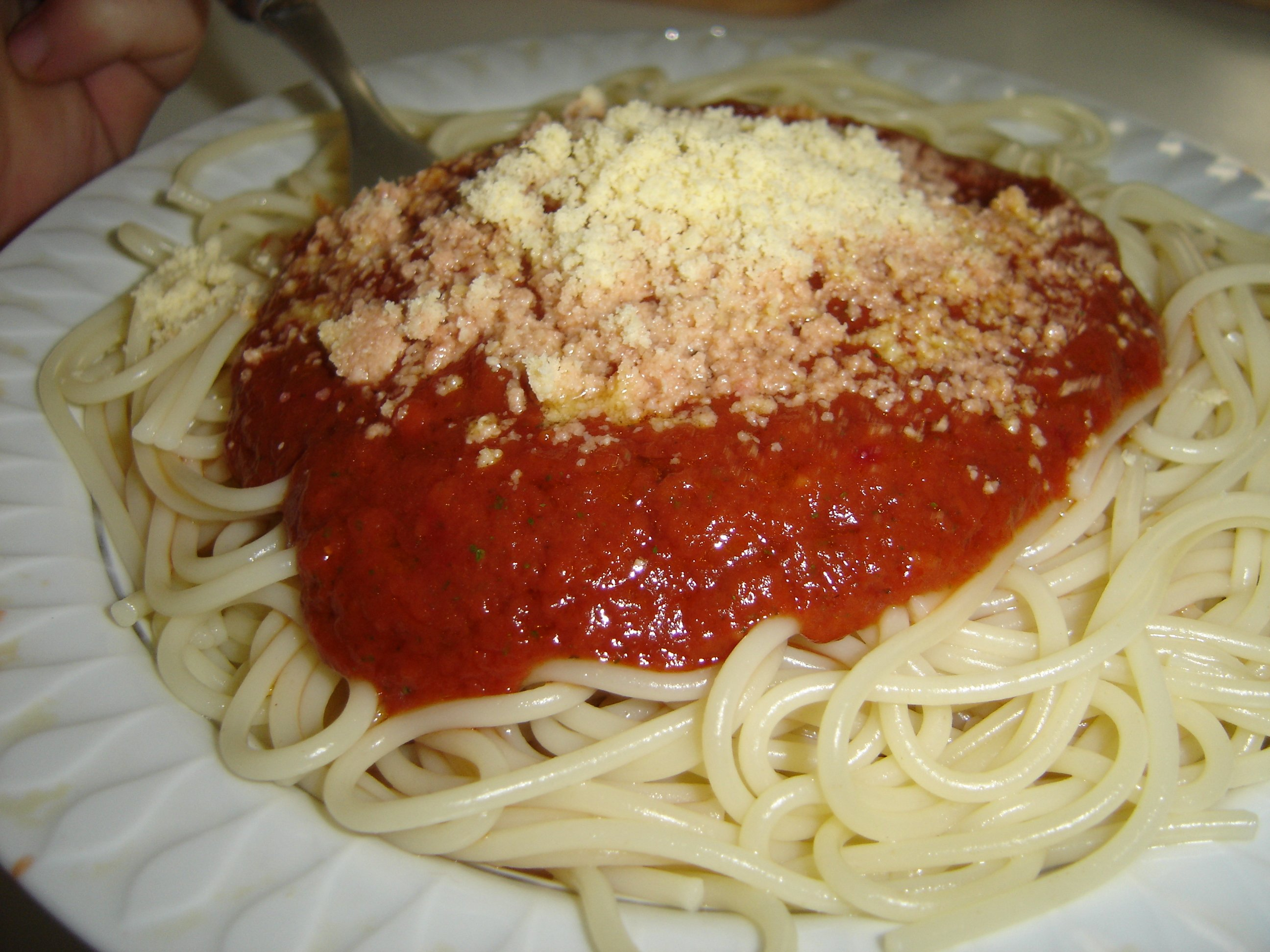
Vermicelli argentinos con tuco.

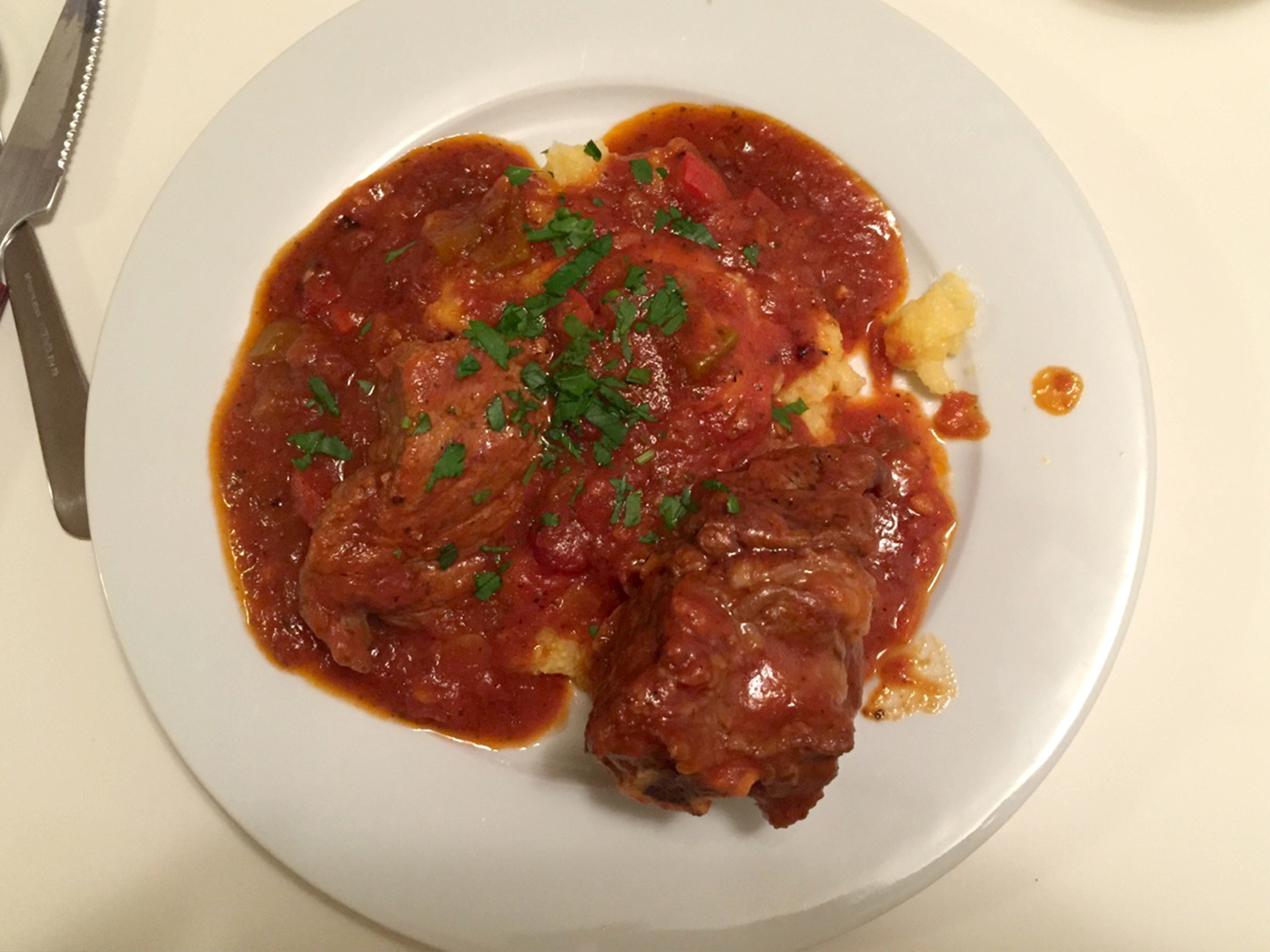
Polenta argentina con tuco.

El tuco (del ligur tuccu) es el nombre que recibe en la lengua ligur el ragú alla genovese, un tipo de salsa que se ingiere en la ciudad de Génova. El nombre está desde hace pocos años en desuso en Italia, dada la proliferación de otros ragús actualmente más promocionados, como el ragú a la boloñesa y el ragú a la napolitana, que derivan del tuco o jugo genovés. Hoy en día el nombre es usado en Argentina, Chile, Paraguay y Uruguay y por ciudadanos genoveses antiguos. Se usa tradicionalmente para aderezar las pastas y la polenta.  
En la segunda mitad del siglo XIX y hasta mediados del siglo XX se dio una importantísima migración italiana de origen popular (del campo y pueblos) en Argentina y Uruguay. El tuco tradicional argentino es diferente a como hoy se hace. Es equivalente al ragú genovés antiguo, es decir con un gran corte de carne asada que es estofado en la salsa de tomate y otras especias. Hoy mayormente se hace un plato similar al ragú a la boloñesa, en el que se usa carne molida o deshilachada, publicitado desde los años 1980 no por una moda que provenga de Italia, sino por influencia de los restaurantes o trattorías "estilo italiano" de Estados Unidos.[cita requerida] Por extensión, en Argentina se denomina tuco a todas las salsas de tomate para acompañar la pasta.